# Talsperre Queimadela
Die Talsperre Queimadela (portugiesisch Barragem de Queimadela) liegt in der Region Nord Portugals im Distrikt Braga. Sie staut den Vizela zu einem Stausee auf. Die Stadt Fafe befindet sich ungefähr sechs Kilometer südlich der Talsperre.
Die Talsperre wurde 1993 fertiggestellt. Sie dient der Trinkwasserversorgung.

## Absperrbauwerk
Das Absperrbauwerk ist eine Gewichtsstaumauer aus Beton mit einer Höhe von 21 m über dem Flussbett. Die Mauerkrone liegt auf einer Höhe von 389,5 m über dem Meeresspiegel. Die Länge der Mauerkrone beträgt 95,5 m.
Die Staumauer verfügt sowohl über einen Grundablass als auch über eine Hochwasserentlastung. Über die Hochwasserentlastung können maximal 180 m³/s abgeleitet werden.

## Stausee
Beim normalen Stauziel von 386 m (maximal 388,5 m bei Hochwasser) erstreckt sich der Stausee über eine Fläche von rund 0,11 km² und fasst 1,1 Mio. m³ Wasser – davon können 0,87 Mio. m³ genutzt werden.